# PG (音楽グループ)
PG（ピージー）は、小中学生の男子7人女子7人で結成された、日本の男女14人組男女ボーカル＆ダンスカンパニー。
2024年7月にTikTokが開設され、狐の仮面で正体を隠し「夏休みの自由研究をバズらせたい小中学生集団」で活動スタート。11月11日にデビュー曲『WA・BI・SA・BI』でデビュー。

## 概要
2024年7月にTikTokで初投稿され「夏休みの自由研究をバズらせたい小中学生集団」で活動スタート。
当初は顔バレ防止のためそれぞれメンバーカラーの狐の仮面を被りダンス動画などを投稿。
11月11日に全員仮面を外し、PGとしてデビュー。

## 略歴

### 2024年
- 7月22日、「夏休みの自由研究をバズらせたい小中学生集団」のアカウント名でTikTok初投稿。
- 11月11日、デビュー曲『WA・BI・SA・BI』でデビュー。SNSのアカウント名も『PG_春休みにライブを目指す小中学生集団』に。

### 2025年
- 2025年1月31日、男子7人のパフォーマンス曲『KANEMOCHI！』をリリース。
- 2025年3月7日、女子7人のパフォーマンス曲『VERSION OF ME』をリリース。
- 2025年3月22日、3曲ぶりの14人全員でのパフォーマンス曲AROUND THE WORLDをリリース。
- 2025年4月5日、大阪、名古屋、福岡、東京のフリーライブ（リリースイベント）を終え、春休みにライブを目指す目標を達成。同時にSNSのアカウント名を『PG_全国ツアーを目指す小中学生集団』に。

## メンバー
| 名前             | 本名                             | 生年月日               | 出身地       | メンバー カラー/絵文字 | 備考               |
| ---------------- | -------------------------------- | ---------------------- | ------------ | ---------------------- | ------------------ |
| RYUDO リュウドウ | 不明                             | 2010年11月16日（14歳） | 日本 群馬    | 赤/🔴                  | MBTI:ESFP          |
| RiANA リアナ     | 不明                             | 2011年9月20日（13歳）  | 日本 鹿児島  | 赤/❤                   | MBTI:ESFP リーダー |
| TENSHiN テンシン | 不明                             | 2011年6月10日（14歳）  | 日本 福岡    | 橙/🟠                  | MBTI:ESFP          |
| RiRi リリ        | 不明                             | 2012年11月16日（12歳） | 日本 大阪    | 橙/🧡                  | MBTI:ESFP          |
| REi レイ         | 不明                             | 2011年4月20日（14歳）  | 日本 大阪    | 黄/🟡                  | MBTI:ESFP          |
| CHAAMi チャアミ  | 林田茶愛美 （はやしだ ちゃあみ） | 2014年6月20日（11歳）  | シンガポール | 黄/💛                  | MBTI:INFJ          |
| GAKU ガク        | 不明                             | 2011年8月13日（14歳）  | 日本 栃木    | 緑/🟢                  | MBTI:ENFP          |
| ANJi アンジ      | 不明                             | 2011年12月21日（13歳） | 日本 大阪    | 緑/💚                  | MBTI:ESFP          |
| TSUBASA ツバサ   | 不明                             | 2011年11月19日（13歳） | 日本 茨城    | 水色/🐬                | MBTI:ISFP          |
| MiSORA ミソラ    | 不明                             | 2013年3月28日（12歳）  | 日本 神奈川  | 水色/🩵                | MBTI:ENFP          |
| AOi アオイ       | 不明                             | 2012年3月26日（13歳）  | 日本 東京    | 青/🔵                  | MBTI:INFJ          |
| NOA ノア         | 不明                             | 2012年8月11日（13歳）  | 日本 東京    | 青/💙                  | MBTI:ENFJ          |
| KAREN カレン     | 不明                             | 2012年7月1日（13歳）   | 日本 熊本    | 紫/🟣                  | MBTI:ESFJ          |
| NiiNA ニイナ     | 不明                             | 2011年11月3日（13歳）  | 日本 東京    | 紫/💜                  | MBTI:ESTP          |

## ディスコグラフィ

### 配信シングル
|  | 配信日         | タイトル         | 備考                                         |
|  | -------------- | ---------------- | -------------------------------------------- |
|  | 2024年11月11日 | WA・BI・SA・BI   | デビュー曲。14人全員でのパフォーマンス曲。   |
|  | 2025年1月31日  | KANEMOCHI！      | 男子7人のパフォーマンス曲                    |
|  | 2025年3月7日   | VERSION OF ME    | 女子7人のパフォーマンス曲。                  |
|  | 2025年3月22日  | AROUND THE WORLD | 3曲ぶりの14人でのパフォーマンス曲。          |
|  | 2025年5月24日  | IF I COULD       | RYUDO、TENSHiN、REi、KARENのPG初バラード曲。 |